# Мяльк, Кадри
Кадри Мяльк (эст. Kadri Mälk, урождённая Кадри Сыэрд (эст. Kadri Sõerd); 27 января 1958, Таллин — 1 января 2023) — эстонская художница, дизайнер ювелирных изделий.
Родилась в Таллине. Окончила художественное училище в Тарту (1977—1981) и Эстонскую академию художеств (1986, ученица профессора Лейли Кульдкепп).
В 1986—1989 гг. свободный художник. С 1989 года преподавала в Эстонской академии художеств, с 1996 г. профессор ювелирного дизайна и кузнечного дела.
Первая персональная выставка состоялась в 1989 году в Художественной галерее.
Её ювелирные композиции выставлялись в Эстонии, Латвии, Литве, Германии, Бельгии, Дании, Финляндии, России, США, Южной Корее, Словакии, Великобритании, Швеции, Испании и Норвегии.
В 2004 году о ней был снят фильм «Тёмное небо воображения».
Её работы хранятся в Эстонском музее прикладного искусства и дизайна, Музее Виктории и Альберта в Лондоне, Швейцарском национальном музее в Цюрихе, в Эрмитаже (Санкт-Петербург), в Смитсонском национальном музее в Нью-Йорке, и в частных коллекциях.
Автор нескольких книг.
Лауреат многочисленных премий, в том числе Государственной премии Эстонии в области искусства (1998). Награждена орденом Белой звезды V степени и португальским офицерским крестом ордена Заслуг (2003).
Первый муж (с 1976 г.) — театральный художник Вадим Фомичёв (род. 13 сентября 1953 года), брак закончился разводом. Третий муж — писатель и переводчик Мати Сиркель (эст. Mati Sirkel).

## Сочинения
- Kadri Mälk: testament. Kadri Mälk, Tamara Luuk, Tanel Veenre. Arnoldsche Art Publishers, 2016 — Всего страниц: 321.
- Hunt: Kadri Mälk. Arnoldsche Art Publishers, 2020 - Всего страниц: 397.